# Kelly Ayotteová
Kelly Ann Ayotte (* 27. června 1968 Nashua, New Hampshire) je americká právnička a politička, členka Republikánské strany, v letech 2011 až 2017 americká senátorka a od ledna 2025 guvernérka New Hampshire.
Absolvovala studium na Pennsylvania State University a na Villanova University School of Law. Řadu let poté pracovala jako právnička. V letech 2004 až 2009 působila jako generální prokurátorka v New Hampshire. V roce 2010 byla zvolena senátorkou USA, když se ziskem 60 % hlasů porazila Demokrata Paula Hodese. Před prezidentskými volbami v USA v roce 2012 se o ní spekulovalo jako o možné kandidátce na viceprezidentku po boku kandidáta na prezidenta Mitta Romneyho. V roce 2016 mandát senátorky obhajovala, ale o 0,14 % hlasů ji porazila Demokratka Maggie Hassanová a Ayotteová tak ve funkci senátorky skončila.
V červenci 2023 oznámila kandidaturu na funkci guvernérky New Hampshiru. V listopadu 2024 byla zvolena guvernérkou New Hampshire, když porazila bývalou starostku Manchesteru Joyce Craigovou. Funkce se ujala v lednu 2025. Stala se tak po Hassanové a Jeanne Shaheenové třetí političkou v historii USA, která byla zvolena jak guvernérkou státu, tak senátorkou.
Od roku 2001 je vdaná, má dvě děti.